# 小林鉄次郎 (地本問屋)
小林 鉄次郎（こばやし てつじろう、生没年不詳）は江戸時代末期から大正時代にかけての江戸、東京の地本問屋。

## 来歴
丸屋鉄次郎（銕次郎）、延寿堂、丸鉄、丸屋と号す。名は鉄次郎または鉄治郎。嘉永から明治年間にかけて日本橋通2丁目で地本問屋を営業している。丸鉄の時代には歌川広重の『箱根七湯一覧』、落合芳幾の『見立十二支』、2代目歌川広重の『英吉利西竜道大港』などのほか、歌川国麿の作品を出版している。明治に入ってから小林鉄次郎の名を使用しており、日本橋通3丁目13において3代歌川広重、早川松山、豊原国周、楊洲周延、小林永濯、山崎年信、小林清親、小島勝月などの錦絵を出版している。明治21年（1888年）から明治23年（1890年）まで東京地本彫画営業組合の組合長を務めている。明治28年（1895年)には神田区裏神保町6で営業している。

## 作品
- 歌川国麿 『写生猛虎之図』 大判 錦絵 万延1年（1860年）
- 落合芳幾 『万国男女人物図会』 大判3枚続 錦絵 文久1年（1861年）
- 2代目歌川広重 『横浜繁栄之図』 大判3枚続 錦絵 慶応1年（1865年）
- 3代目歌川広重『東京名勝図会』
- 早川松山 『生麦之発殺』 大判3枚続 明治10年（1877年） 横浜市立中央図書館所蔵
- 豊原国周 『開化人情鏡』 大判 錦絵揃物 明治11年
- 楊洲周延 『雪中梅荘群児遊戯図』
- 小林永濯 『鹿児島紀聞』 大判
- 山崎年信 『大日本海陸軍一覧』 大判3枚続 明治11年（1878年） 萩博物館所蔵
- 小林清親 『武蔵百景之内』 大判34枚揃物 明治17年（1884年）‐明治18年（1885年） ※明治17年の25点、18年の3点、不明の6点
- 小林清親 『彫画共進会之内 小野小町』 大判3枚続 明治18年 青木コレクション（千葉市美術館寄託）
- 小島勝月 『教育誉之手術』 大判3枚続 錦絵 明治22年（1889年）
- 小林清親 『宇治川 佐々木高綱 梶原景季水馬図』 大判3枚続 明治31年（1898年） 太田記念美術館所蔵